# Малая Арья
Малая Арья — деревня в составе Большеарьевского сельсовета в Уренском районе Нижегородской области.

## География
Находится на расстоянии примерно 15 километров по прямой на север-северо-восток от районного центра города Урень.

## История
Известна с 1790 года. Население было старообрядцами спасова согласия, принадлежало к удельным крестьянам. В 1870 году учтено было дворов 8 и жителей 100. В 1916 году было учтено 57 дворов и 285 жителей. В советское время работал колхоз «Красный луч», с 1946 года действовала колхозная ГЭС. В 1978 году было 53 двора и 160 жителей, а 1994 37 и 84 соответственно.

## Население
Постоянное население  составляло 68 человек (русские 90%) в 2002 году, 35 в 2010 .